# Estoril Open 1989
Estoril Open 1989 — жіночий тенісний турнір, що проходив на відкритих кортах з ґрунтовим покриттям Estoril Court Central в Ештурілі (Португалія). Належав до турнірів 2-ї категорії в рамках Туру WTA 1989. Відбувсь уперше і тривав з 17 липня до 23 липня 1989 року. Третя сіяна Ізабель Куето здобула титул в одиночному розряді.

## Фінальна частина

### Одиночний розряд
Ізабель Куето —  Сандра Чеккіні 7–6(7–3), 6–2
- Для Куето це був 1-й титул за рік і 4-й — за кар'єру.

### Парний розряд
Іва Бударжова /  Регіна Райхртова —  Габі Кастро /  Кончіта Мартінес 6–2, 6–4
- Для Бударжової це був єдиний титул за сезон і 4-й — за кар'єру. Для Райхртової це був єдиний титул за сезон і 1-й — за кар'єру.